# Fuente de los Leones (Sevilla)

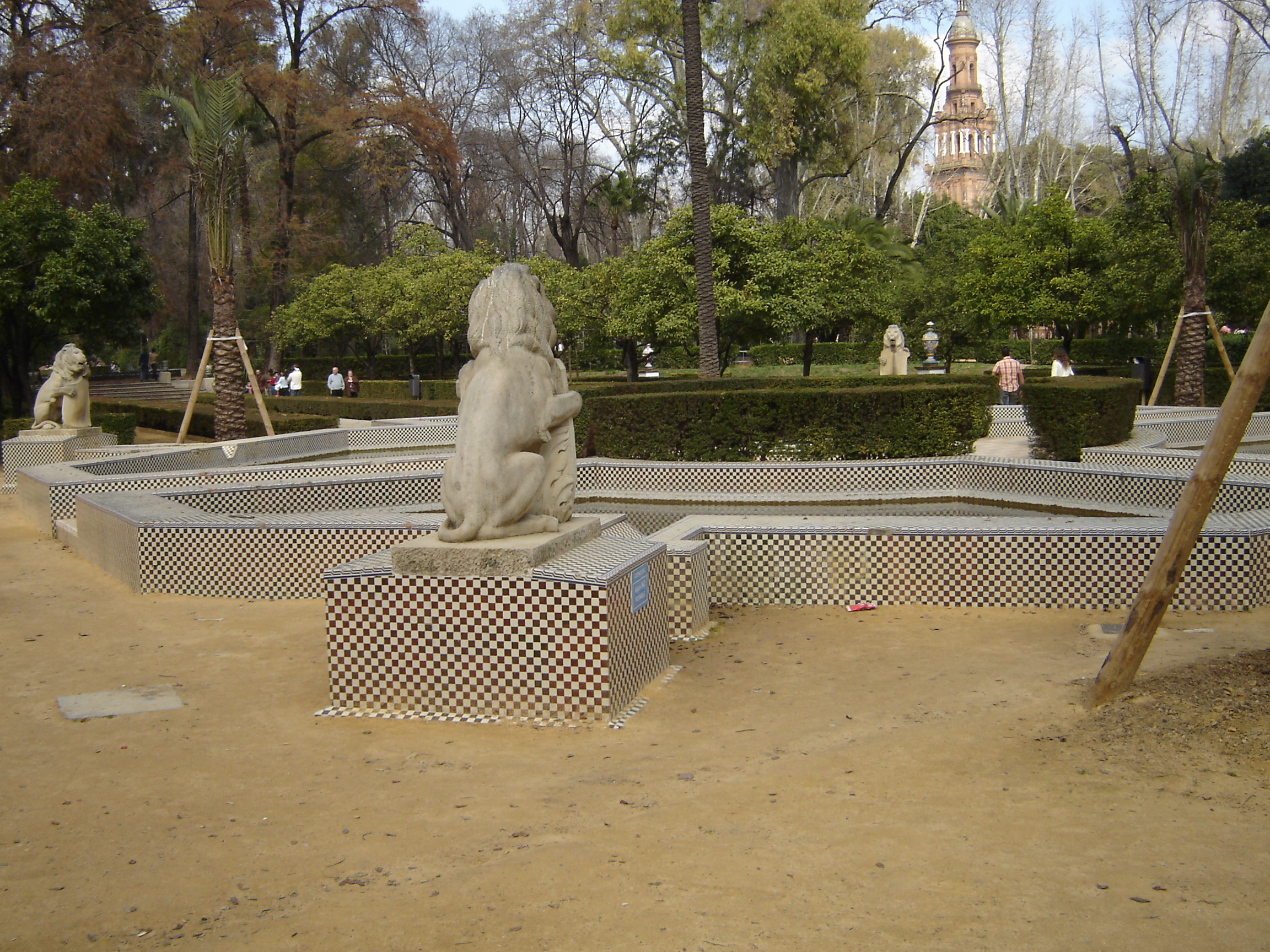
Fuente de los Leones.

El jardín de los Leones o fuente de los Leones está en el parque de María Luisa, Sevilla, Andalucía, España. Data de 1928.

## Descripción e historia

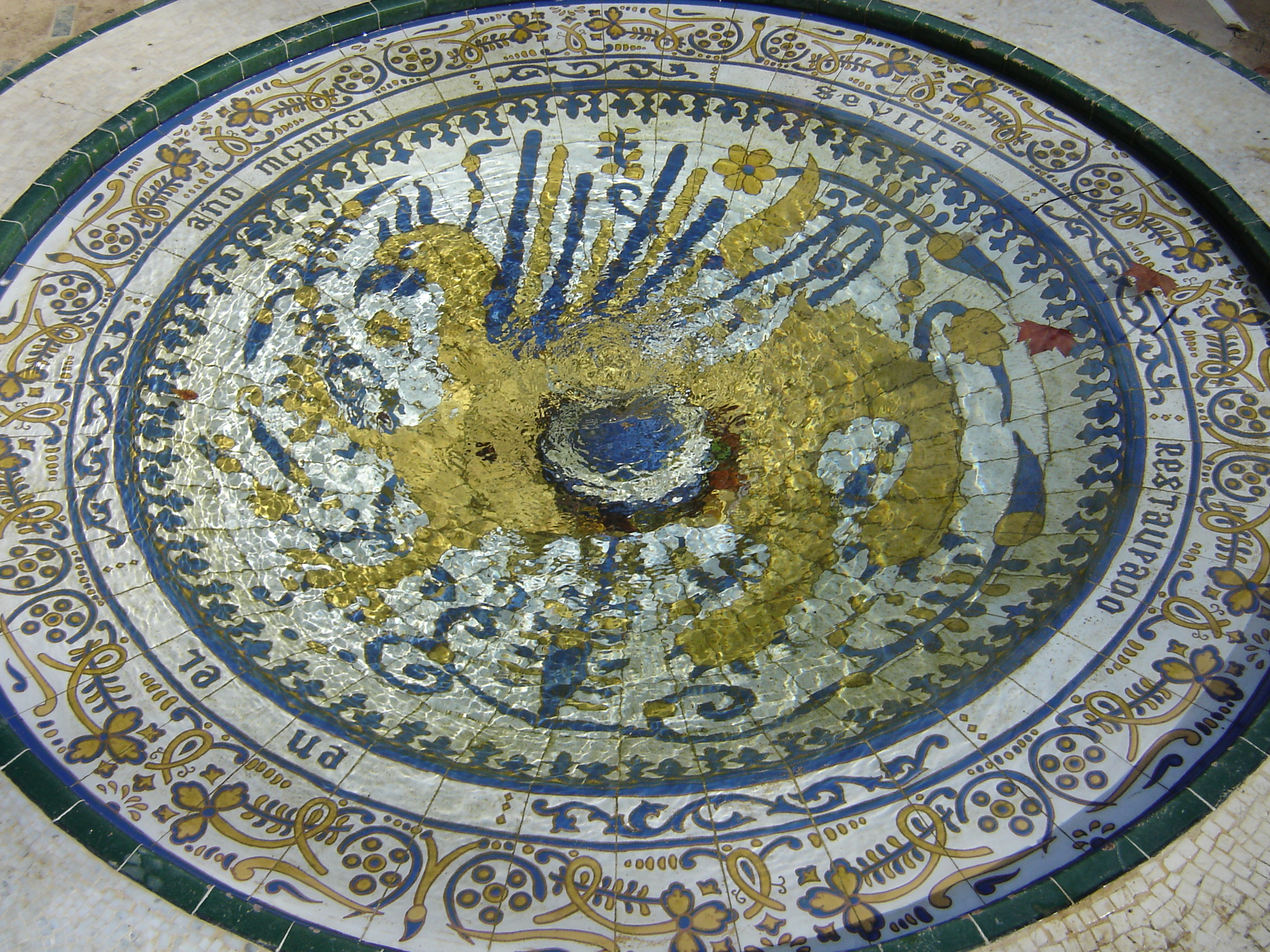
Fuente central, de cerámica.

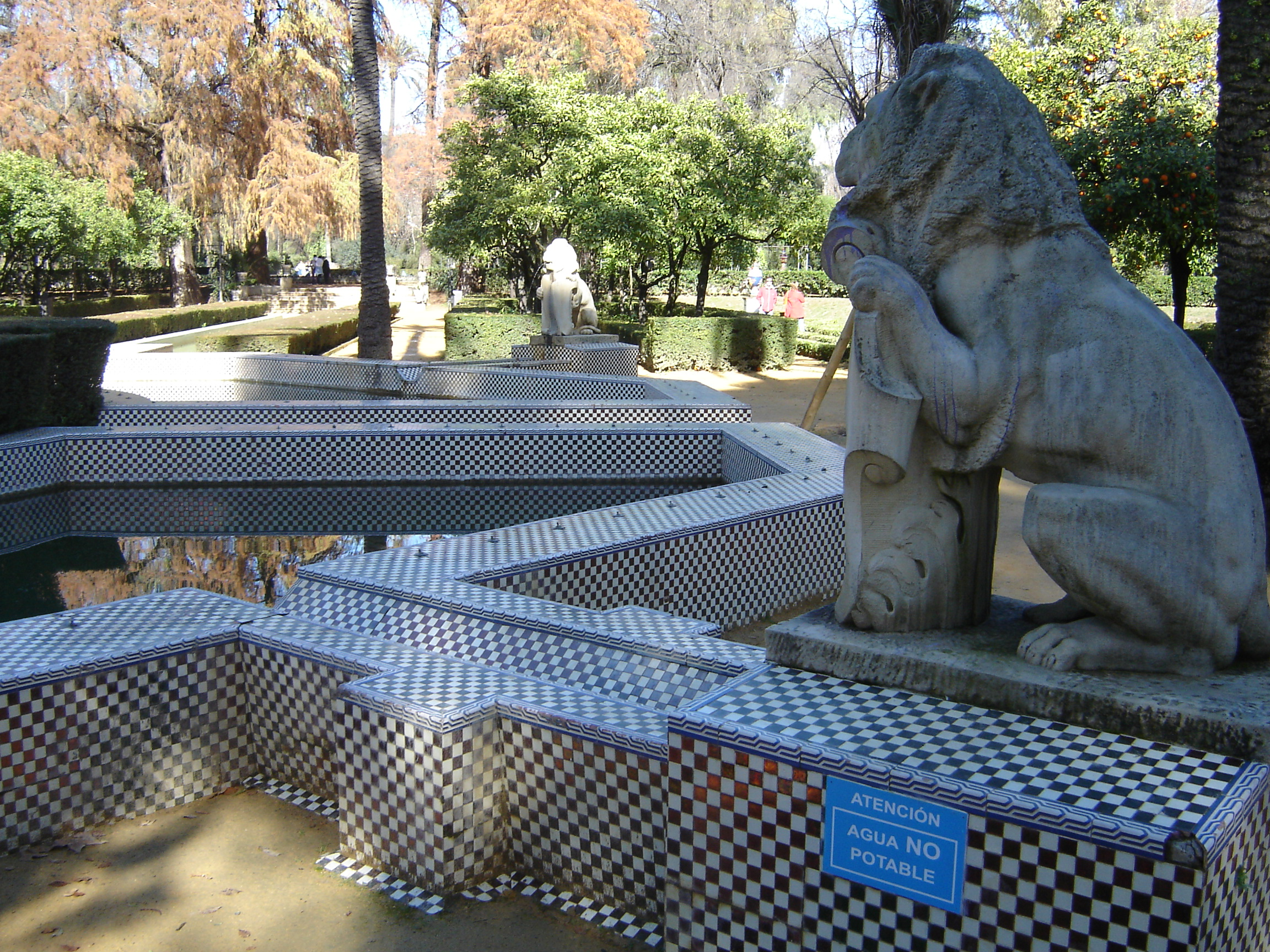
Dos de los leones que abastecen con surtidores al conjunto.

La glorieta fue diseñada por Jean-Claude Nicolas Forestier en 1913. El Comité Ejecutivo de la Exposición Iberoamericana encargó la realización de los leones a Manuel Delgado Brackenbury. Se realizaron seis leones sosteniendo escudos. Los azulejos de la fuente fueron realizados por Manuel Ramos Rejano. Los leones se instalaron en 1928.
En 1957 los leones originales se encontraban muy deteriorados y fueron sustituidos por réplicas realizadas por Juan Abascal.

## Vegetación
Los árboles que rodean esta fuente son una catalpa (Catalpa bignonioides), originaria de América del Norte y de crecimiento muy rápido, no es muy frecuente en jardinería; y un aladierno (Rhamnus alaternus).
Las pérgolas están cubiertas por trepadoras, entre las que podemos distinguir a bignonias de la especie Pandorea jasminoides de flores blancas con toques purpúreos, originaria de Australia.
También se pueden observar cipreses (Cupressus sempervirens), naranjos (Citrus aurantium var. amara), palmeras canarias (Phoenix canariensis), palmeras datileras (Phoenix dactylifera), naranjos morunos (Citrus aurantium var. myrtifolia) y rosales.
Gran parte de los setos que rodean los espacios del jardín están formados por mirto (Myrtus communis) y bonetero (Euonymus japonicus).